# Шофёр поневоле
«Шофёр поневоле» — советский полнометражный цветной художественный фильм-комедия, поставленный на киностудии «Ленфильм» в 1958 году режиссёром Надеждой Кошеверовой.
Премьера фильма на телевидении состоялась 28 сентября 1958 года.

## Сюжет
Начальник Главупрснабсбыта Иван Петрович Пастухов в конце лета отправляется из Москвы в отпуск в город Сочи на собственном автомобиле «Волга», но не умеет хорошо водить и едет с личным шофёром — холостяком Саврасовым, мечтающим жениться на медсестре. Свою жену Пастухов отправляет поездом, так как её укачивает в машине. Приступ острого радикулита, внезапно поразивший водителя на отдыхе, становится началом приключений начальника Пастухова, которому приходится лично столкнуться с последствиями своего рабочего бюрократизма в повседневных трудовых буднях его подчинённых и простых советских людей, и по-новому взглянуть на свою деятельность. Пастухов сам отвозит Саврасова в больницу, где случайно меняется с ним пиджаками. Медсестра берёт из кармана у водителя, который не может двигаться, документы его шефа. При просмотре удостоверения она случайно заливает чернилами фото Пастухова и принимает шофёра за начальника Управления. Персонал больницы обрадованно переводит «важного» больного, желая перед ним выслужиться, в кабинет главврача, переоборудовав его в отдельную палату. Одновременно Пастухов на автомобиле в это время колесит по окрестностям и бездорожью, попадая в ситуации, связанные с чужими документами, отсутствием еды, денег и личных вещей, так как он перепутал и взял на отдых чемодан жены вместо своего.

## В ролях
- Антоний Ходурский — Пастухов Иван Петрович, начальник Главупрснабсбыта
- Мария Миронова — Анна Власьевна, его жена
- Сергей Филиппов — Саврасов Иван Петрович, шофёр Пастухова
- Лилия Гриценко — Клавдия Васильевна, старшая медсестра
- Ирина Зарубина — Вера Петровна Зайчикова, председатель горсовета
- Вера Карпова — Зоя, жена Николая
- Юрий Соловьёв — Николай
- Анатолий Абрамов — Конкин, завхоз больницы
- Павел Суханов — Свистунов
- Людмила Волынская — Фаина Семёновна, врач

В эпизодах:
- Пётр Алейников — шофёр грузовика
- Гликерия Богданова-Чеснокова — Зоя Семёновна, бухгалтер
- Юрий Бубликов — продавец сельмага
- Светлана Мазовецкая — секретарь Зайчиковой
- Василий Максимов — Семён Семёнович Селезнёв
- Александра Матвеева — медсестра Шура
- Александр Орлов — руководитель самодеятельности, пляшет «Верёвочку»
- Яков Родос — Тимофей Петрович, заведующий столовой
- Мария Самойлова — мама Пастухова
- Иван Селянин — клиент в закусочной
- Анна Сергеева — официантка придорожного кафе

## Съёмочная группа
- Авторы сценария — Сергей Михалков, Климентий Минц
- Текст песни — Натальи Кончаловской
- Режиссёр-постановщик — Надежда Кошеверова
- Главный оператор — Евгений Шапиро
- Художник — Евгений Еней
- Режиссёр — Лев Махтин
- Оператор — Ниссон Шифрин
- Композитор — Моисей Вайнберг
- Звукооператор — Илья Волк